# Velichov (hradiště)
Velichov (též Liščí vrch nebo Thebisberg) je pravěké a snad i raně středověké hradiště na Liščím vrchu u Velichova v okrese Karlovy Vary. Od roku 1964 je chráněno jako kulturní památka.

## Historie
Podle archeologických nálezů získaných povrchovým sběrem byla nejstarší fáze opevnění datována do období chebské skupiny kultury popelnicových polí z mladší doby bronzové. Na základě výskytu slovanské keramiky se předpokládá také existence hradiště v raném středověku v průběhu desátého a jedenáctého století.

## Stavební podoba
Hradiště zaujalo vrcholovou plošinu ostrožny chráněné na jihu a na západě strmými svahy. Akropole je dlouhá asi 200 metrů a její šířka se pohybuje mezi čtyřiceti až padesáti metry. Od vstupní šíje, kde se pravděpodobně nacházelo předhradí, ji odděluje obloukovitě vedený val vysoký čtyři metry a široký až sedm metrů. Přístup od severu  chránil deset metrů široký a tři metry hluboký příkop.